# Volema pyrum
Volema pyrum (nomeada, em inglêsː pear melongena; no século XX denominada Volema paradisiaca) é uma espécie de molusco gastrópode marinho, costeiro-estuarino e predador, pertencente à família Melongenidae, na subclasse Caenogastropoda e ordem Neogastropoda. Foi classificada por Johann Friedrich Gmelin, em 1791, com a denominação de Buccinum pyrum. Habita áreas de variação de salinidade, como lodaçais entre marés e manguezais, ambiente próximo à foz de rios, do oeste do oceano Índico; na África Oriental, incluindo o Mar Vermelho e o golfo Pérsico.

## Descrição da concha
Sua concha é grossa e piriforme com, no máximo, 7 centímetros de comprimento, com espiral baixa e protoconcha pequena. Apresenta uma superfície estriada com uma série tubérculos, na parte mais larga de sua volta final, ou totalmente desprovida de tubérculos. Abertura dotada de lábio externo fino a levemente engrossado e coloração castanha ou alaranjada, em sua borda; dotada de grande opérculo córneo e oval, em forma de unha e com anéis concêntricos. O canal sifonal é curto e a columela é suavemente arredondada, sem pregas. Sua coloração vai do castanho claro a tons de creme, às vezes com faixas pardas de tonalidades pouco intensas. Em vida, um perióstraco castanho cobre a sua concha.

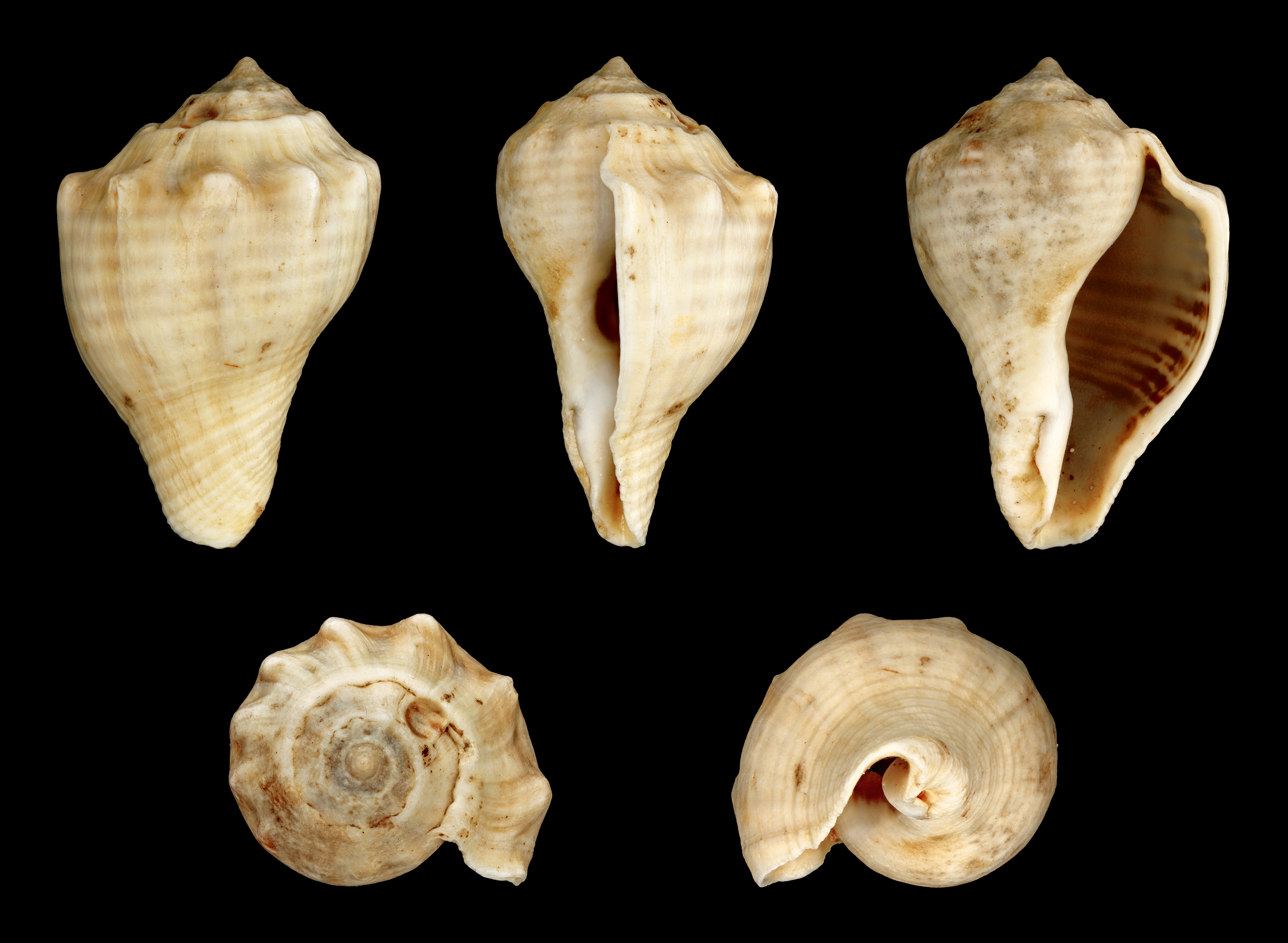
Cinco vistas da concha de V. pyrum; espécime do golfo de Aqaba.

## Habitat e distribuição geográfica
Volema pyrum habita a zona entremarés até os 2 metros de profundidade, em águas tropicais do oeste do oceano Índico, na África Oriental; incluindo o Mar Vermelho e o golfo Pérsico; em áreas de variação de salinidade, como lodaçais entre marés e manguezais, ambiente próximo à foz de rios.